# مک‌کاتچنویل (اوهایو)
مک‌کاتچنویل (به انگلیسی: McCutchenville) یک منطقهٔ مسکونی در ایالات متحده آمریکا است که در شهرستان وایندات، اوهایو واقع شده‌است.